# Stephan Skougaard
Stephan Skougaard Carlsson, född 1962, är en författare som skildrar staden Malmö i blogg- och bokform. Sedan hans blogg "Malmöhus som jag ser det" blivit en av Sveriges mest välbesökta 2011 blev han kontaktad av det etablerade Kira förlag. Samma år utgav förlaget hans bok Malme som jag ser det, som uppmärksammats av Malmömedia. Namnformen Malme – som återger det korrekta uttalet av stadens namn i stället för urspåringen ”Malmö” – framhäver skildringarnas folkliga och ofta självupplevda karaktär.
2023 gav Stephan Skougaard Carlsson ut Nya Resande, en skildring av sin uppväxt som barnhemsbarn och resande rom. 
Intervjuer:
 Minoritet.se: Jag ville bara vara vanlig
 Sveriges Radio: Stephan om att växa upp som resande
 UR - Mamis mat: Fakirens köttsoppa
 Sydsvenskan: Historien om Malmö finns runt hörnet